# Memoriał Kazimierza Araszewicza 1997
Memoriał Kazimierza Araszewicza 1997 – 8. edycja turnieju żużlowego, który miał na celu upamiętnienie polskiego żużlowca Kazimierza Araszewicza, który zginął tragicznie w 1976 roku, odbyła się 27 sierpnia 1997 roku w Toruniu oraz była także kwalifikacjami do reprezentacji Polski juniorów. Turniej wygrał Robert Kościecha.

## Wyniki
- Toruń, 27 sierpnia 1997
- NCD: Robert Kościecha – 66,12 w finale
- Sędzia: Józef Piekarski

| Msc. | Zawodnik                 | Klub         | Pkt  |             |  |
| ---- | ------------------------ | ------------ | ---- | ----------- |  |
| 1    | Robert Kościecha         | Toruń        | 14+5 | (3,3,3,2,3) |  |
| 2    | Rafał Okoniewski         | Piła         | 13+3 | (2,3,2,3,3) |  |
| 3    | Mariusz Franków          | Piła         | 12+2 | (1,3,3,2,3) |  |
| 4    | Krzysztof Cegielski      | Gorzów Wlkp. | 12+1 | (3,1,3,3,2) |  |
| 5    | Maciej Jąder             | Leszno       | 11   | (2,1,3,3,2) |  |
| 6    | Paweł Duszyński          | Gniezno      | 9    | (3,1,2,1,2) |  |
| 7    | Krzysztof Pecyna         | Piła         | 8    | (d,3,0,2,3) |  |
| 8    | Tomasz Jędrzejak         | Ostrów Wlkp. | 8    | (3,2,1,1,1) |  |
| 9    | Tomasz Piszcz            | Lublin       | 6    | (0,0,2,3,1) |  |
| 10   | Remigiusz Wronkowski     | Toruń        | 6    | (1,2,1,2,0) |  |
| 11   | Mariusz Węgrzyk          | Wrocław      | 5    | (2,d,1,0,2) |  |
| 12   | Marcin Ryczek            | Łódź         | 5    | (1,d,2,1,1) |  |
| 13   | Grzegorz Kłopot          | Zielona Góra | 4    | (d,2,1,1,0) |  |
| 14   | Tomasz Chrzanowski       | Toruń        | 3    | (1,2,0,0,0) |  |
| 15   | Marcin Kowalik           | Toruń        | 2    | (2,0,w,d)   |  |
| 16   | Sebastian Smoter         | Zielona Góra | 2    | (0,1,0,0,1) |  |
|      | rez. Mariusz Puszakowski | Toruń        | 0    | (0,0)       |  |

Bieg po biegu
1. [69,63] Kościecha, Okoniewski, Franków, Pecyna (d)
2. [68,23] Cegielski, Jąder, Ryczek, Smoter
3. [67,18] Duszyński, Węgrzyk, Wronkowski, Piszcz
4. [68,74] Jędrzejak, Kowalik, Chrzanowski, Kłopot (d)
5. [67,76] Kościecha, Kłopot, Cegielski, Piszcz
6. [66,53] Okoniewski, Jędrzejak, Duszyński, Ryczek (d)
7. [67,58] Franków, Wronkowski, Jąder, Kowalik
8. [66,29] Pecyna, Chrzanowski, Smoter, Węgrzyk (d)
9. [66,97] Kościecha, Ryczek, Wronkowski, Chrzanowski
10. [67,29] Cegielski, Okoniewski, Węgrzyk, Kowalik (w), Puszakowski
11. [68,12] Franków, Piszcz, Jędrzajak, Smoter
12. [67,81] Jąder, Duszyński, Kłopot, Pecyna
13. [66,63] Jąder, Kościecha, Jędrzejak, Węgrzyk
14. [66,68] Okoniewski, Wronkowski, Kłopot, Smoter
15. [66,17] Cegielski, Franków, Duszyński, Chrzanowski
16. [67,24] Piszcz, Pecyna, Ryczek, Kowalik (d)
17. [67,09] Kościecha, Duszyński, Smoter, Puszakowski
18. [67,35] Okoniewski, Jąder, Piszcz, Chrzanowski
19. [67,59] Franków, Węgrzyk, Ryczek, Kłopot
20. [67,83] Pecyna, Cegielski, Wronkowski, Jędrzejak

### Finał – bieg memoriałowy
1. [66,12] Kościecha, Okoniewski, Franków, Cegielski